# Cyrtandra trachycaulis
Cyrtandra trachycaulis är en tvåhjärtbladig växtart som beskrevs av Karl Moritz Schumann. Cyrtandra trachycaulis ingår i släktet Cyrtandra och familjen Gesneriaceae. Inga underarter finns listade i Catalogue of Life.